# Pomnik Bogdana Włosika w Krakowie
Pomnik Bogdana Włosika i innych ofiar stanu wojennego – pomnik znajdujący się w Krakowie-Nowej Hucie, w Dzielnicy XVI Bieńczyce, na osiedlu Przy Arce, przed blokiem nr 11.
Niewielki monument postawiono na skwerku, na którym zginął Bogdan Włosik.
Trzynastego dnia każdego miesiąca po 1981 roku odprawiano w pobliskim kościele Arka Pana msze za ojczyznę i odbywały się manifestacje Solidarności, po których dochodziło do zamieszek i starć mieszkańców Nowej Huty z oddziałami ZOMO. Podczas jednego ze starć, w dniu 13 października 1982 roku, Bogdan Włosik został postrzelony przez funkcjonariusza SB i zmarł.
Obecnie plac przed Arką Pana nosi jego imię.
Pomnik projektu Heleny Łyżwy odsłonięto w 1992 roku, w dziesiątą rocznicę wydarzeń. Są to dwa bloki granitu a przestrzeń pomiędzy nimi ma kształt krzyża.
U podnóża krzyża znajduje się napis:
BOGDANOWI WŁOSIKOWI

I INNYM KTÓRZY W LATACH 80-TYCH

ZGINĘLI ZA WOLNOŚĆ I SOLIDARNOŚĆ

S

V

## Linki zewnętrzne

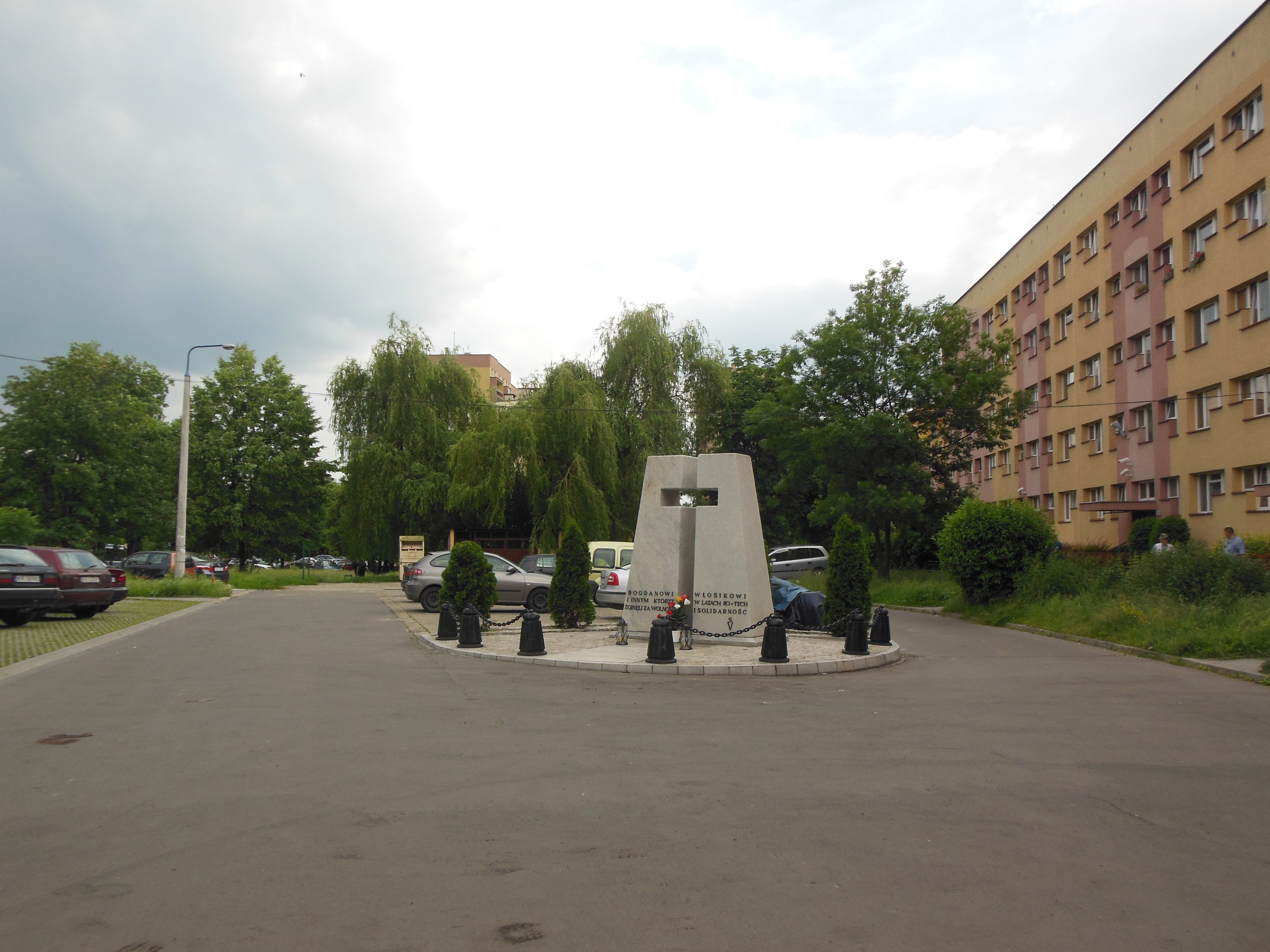
Plac Włosika z obeliskiem w tle